# De Watering (natuurgebied)
De Watering is een natuurgebied met bijzondere fauna en flora op de grens tussen België en Nederland, bij Lommel-Kolonie en behoort tot het bosgebied Bosland. Door een ingenieus bevloeiingssysteem werd de zandgrond omgevormd tot vruchtbare vloeiweiden.
In het Wateringhuis wordt de ontstaansgeschiedenis en natuurwaarden van dit gebied tentoongesteld.
De Watering is gedeeltelijk toegankelijk met maandelijkse wandeltochten onder begeleiding van een gekwalificeerde natuurgids.